# Liste des évêques et archevêques de Matera-Irsina
Liste qui recense les noms des évêques de Montepeloso, de Matera et d'Acerenza et Matera, puis des archevêques de Matera et enfin des archevêques de l'archidiocèse de Matera-Irsina depuis l'union des deux diocèses par le décret Instantibus votis de la Congrégation pour les évêques du 30 septembre 1986. 

## Évêques de Montepeloso
- Leone (1123 - ?)
  - Siège supprimé (1133-1460)
- Antonello, O.F.M (1460 - ?)
- Rogerio d'Atella, O.F.M (1463 - ?)
- Martino Sotomayor, O.Carm (1471 - 1477)
  - Donato (1479 - ?) évêque élu
- Antonio de Maffeis (1479 - 1482)
- Giulio Cesare Cantelmi (1482 - 1491)
- Leonardo Carmini (1491 - 1498), nommé évêque de Trivento
- Marco Copula, O.S.B (1498 - 1527)
- Agostino Landolfi, O.S.A (1528 - 1532)
  - Giovanni Domenico de Cupis (1532 - 1537), administrateur apostolique
- Bernardino Tempestini (1537 - 1540)
- Martino Croce (1540 - 1546)
- Paolo de Cupis (1546 - 1548), nommé évêque de Recanati
- Ascanio Ferrari (1548 - 1550)
- Vincenzo Ferrari (1550 - 1561)
- Luigi di Campania (1561 - 1566), nommé évêque de Mottola
- Vincenzo Ferrari (1564 - 1578), nommé évêque d'Umbriatico (it) (pour la seconde fois)
- Lucio Maranta (1578 - 1592)
- Gioia Dragomani (1592 - 1596)
- Camillo de Scribani (1596 - 1600)
- Ippolito Manari, O.S.M (1600 - 1604)
- Franciscus Persico (1605 - 1615)
- Tommaso Sanfelice, C.R (1615 - 1621)
- Onorio Griffagni, O.S.B (1621 - 1623)
- Diego Merino, O.Carm (1623 - 1626), nommé évêque d'Isernia
- Teodoro Pelleoni, O.F.M.Conv (1627 - ?)
- Gaudio Castelli (1637 - 1637)
- Attilio Orsini (1638 - 1654)
- Filippo Cesarini (1655 - 1674), nommé évêque de Nola
- Raffaele Riario Di Saono, O.S.B (1674 - 1683)
- Fabrizio Susanna (1684 - 1705)
- Antonio Aiello (1706 - 1714)
- Domenico Potenza (1718 - 1739)
- Cesare Rossi (1739 - 1750), nommé évêque de Gerace
- Bartolomeo Coccoli (1750 - 1761)
- Francesco Paolo Carelli (1761 - 1763)
- Tommaso Agostino de Simone (1763 - 1781)
  - Siège vacant (1781-1792)
- Francesco Saverio Saggese (1792 - 1794)
- Michele Arcangelo Lupoli (1797 - 1818), nommé archevêque de Conza
  - Uni aeque principaliter avec Gravina (1818-1976)

## Évêques de Matera
- Anonyme (mentionné en 968)
- Benedetto (? - 1082)

## Archevêque d'Acerenza et Matera
- Andrea (1203 - 1231)
- Andrea (1236 - 1246) (pour la seconde fois)
- Anselmo (1253 - 1255)
- Lorenzo, O.P (1267 - 1276)
- Pietro d'Archia (1279 - 1300)
  - Gentile Orsini, O.P (1300 - 1303), administrateur apostolique
  - Guido, O.S.B.Clun (1303 - 1306), nommé évêque de Toul (administrateur apostolique)
- Landolfo, O.P (1307 - 1307)
- Roberto II, O.P (1308 - 1334)
- Pietro VII (1334 - 1343)
- Giovanni Corcello (1343 - 1363)
- Bartolomeo Prignano (1363 - 1377), nommé archevêque de Bari puis élu  sous le nom d'Urbain VI
- Niccolò Acconciamuro (1377 - 1378), nommé archevêque de Bari
- Obédience avignonaise
  - Giacomo di Silvestro (1379 - ?)
  - Bisanzio Morelli (1384 - ?)
  - Tommaso di Bitonto (1393 - ?)
- Obédience romaine
  - Giacomo (mentionné en 1381)
  - Nicola
  - Pietro Giovanni de Baraballis, O.F.M (1392 - 1395), nommé archevêque de Corinthe
  - Stefano Goberio, O.F.M (1395 - 1403), nommé évêque de Calvi
  - Riccardo de Olibano (1402 - 1407)
  - Niccolò Piscicelli, O.Cist (1407 - 1415), nommé archevêque de Salerne
- Manfredi Aversano (1415 - 1444)
  - Maio d'Otranto, O.F.M (1440 - 1444), administrateur apostolique de Matera
- Marino De Paulis (1444 - 1470)
- Francesco Enrico Lunguardo, O.P (1470 - 1482)
- Vincenzo Palmieri (1483 - 1518)
- Andrea Matteo Palmieri (1518 - 1528)
- Francesco Palmieri, O.F.M (1528 - 1530)
  - Andrea Matteo Palmieri (1530 - 1531), administrateur apostolique
- Giovanni Michele Saraceni (1531 - 1556)
- Sigismondo Saraceno (1556 - 1585)
- Francesco Antonio Santorio (1586 - 1589)
- Francisco Avellaneda (1591 - 1591)
- Scipione di Tolfa (1593 - 1595)
- Giovanni Trulles de Myra (1596 - 1600)
  - Siège vacant (1600-1605)
- Giuseppe de Rossi (1605 - 1610)
- Giovanni Spilla, O.P (1611 - 1619)
- Fabrizio Antinoro (1622 - 1630), nommé archevêque de Syracuse
- Giovanni Domenico Spinola (1630 - 1632), nommé archevêque de Luni e Sarzana
- Simone Carafa Roccella, C.R (1638 - 1647), nommé archevêque de Messine
- Giambattista Spinola (1648 - 1664), nommé archevêque de Gênes
- Vincenzo Lanfranchi, C.R (1665 - 1676)
- Antonio del Río Colmenares (1678 - 1702)
- Antonio Maria Brancaccio, C.R (1703 - 1722)
- Giuseppe Maria Positano, O.P (1723 - 1730)
- Alfonso Mariconda, O.S.B (1730 - 1737)
- Giovanni Rosso, C.R (1737 - 1738), nommé archevêque de Tarente
- Francesco Lanfreschi (1738 - 1754)
- Anton Ludovico Antinori, C.O (1754 - 1758)
- Serafino Filangieri, O.S.B (1758 - 1762), nommé archevêque de Palerme
- Nicola Filomarini, O.S.B.Coel (1763 - 1767), nommé archevêque de Caserte
- Carlo Parlati, P.O (1767 - 1774)
- Giuseppe Sparano (1775 - 1776)
- Francesco Zunica (1776 - 1796)
- Camillo Cattaneo della Volta (1797 - 1834)
- Antonio Di Macco (1835 - 1854)
- Gaetano Rossini (1855 - 1867), nommé évêque de Molfetta-Giovinazzo-Terlizzi
- Pietro Giovine (1871 - 1879)
- Gesualdo Nicola Loschirico, O.F.M.Cap (1880 - 1890)
- Francesco Imparati, O.F.M.Obs (1890 - 1892)
- Raffaele di Nonno, C.Ss.R. (1893 - 1895)
- Diomede Angelo Raffaele Gennaro Falconio, O.F.M.Ref (1895 - 1899), nommé archevêque titulaire de Larissa
- Raffaele Rossi (1899 - 1906)
- Anselmo Filippo Pecci, O.S.B (1907 - 1945)
- Vincenzo Cavalla (1946 - 1954)

## Archevêques de Matera
- Giacomo Palombella (1954 - 1974)
- Michele Giordano (1974 - 1976), nommé archevêque de Matera et d'Irsina

## Archevêques de Matera et d'Irsina, puis de Matera-Irsina
- Michele Giordano (1976 - 1987), nommé archevêque de Naples
- Ennio Appignanesi (1988 - 1993), nommé archevêque de Potenza-Muro Lucano-Marsico Nuovo
- Antonio Ciliberti (1993 - 2003), nommé archevêque de Catanzaro-Squillace
- Salvatore Ligorio (2004 - 2015), nommé archevêque de Potenza-Muro Lucano-Marsico Nuovo
- Antonio Giuseppe Caiazzo (2016 - 2025), aussi évêque de Tricarico à partir de 2023, nommé évêque de Cesena-Sarsina
- Benoni Ambarus (depuis 2025), aussi évêque de Tricarico

## Sources
- http://www.catholic-hierarchy.org